# Pueblo bengalí
Los bengalíes (en bengalí: বাঙ্গালী) son uno de los grupos etno-lingüísticos indoarios, nativos de y culturalmente afiliados a Bengala en la región de Asia meridional. La población nativa se divide entre el país independiente de Bangladés y los estados indios de Bengala Occidental, Tripura y partes de Assam. La mayoría de ellos hablan bengalí, una lengua de la familia indoirania. Más de dos tercios de los bengalíes son seguidores del islam, sin embargo existe una minoría hindú.
Son el tercer grupo étnico más grande del mundo, después de los han chinos y árabes. Por lo tanto, son el grupo étnico más grande dentro de los indoeuropeos. Al igual que todos los grandes grupos culturales de la historia, los bengalíes han influido y contribuido en gran medida a diversos campos, en particular las artes, la arquitectura, el idioma, el folclore, la literatura, la política, la ciencia y la tecnología.

## Nombre y origen

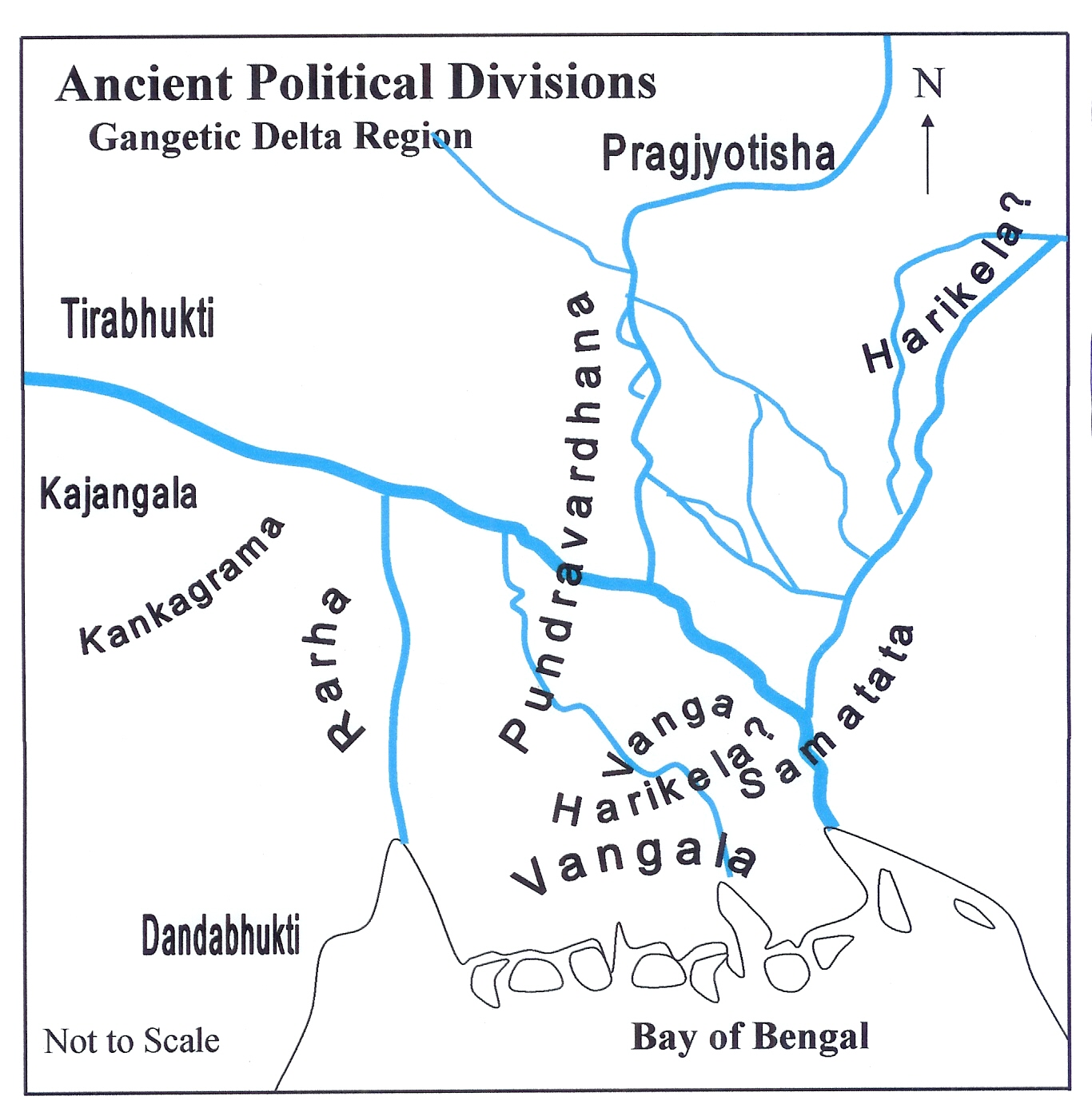
Antiguas divisiones políticas en el delta del Ganges

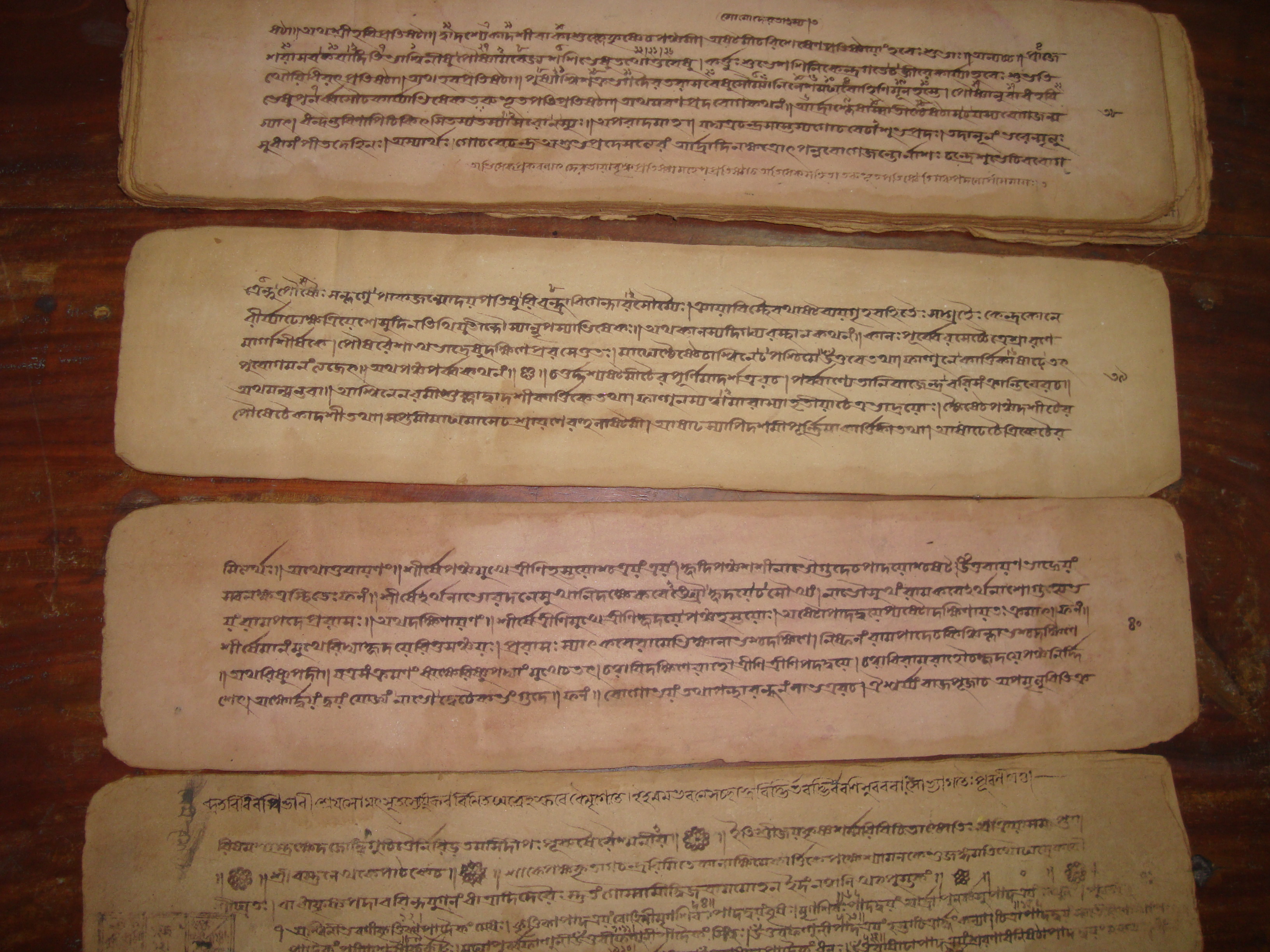
Pergaminos de Choryapod en exhibición en la Biblioteca del Colegio de Rayshahi. Es una colección de himnos antiguos que mencionan a los bengalíes.

La palabra bengalí se utiliza generalmente para referirse a alguien cuyos orígenes lingüísticos, culturales o ancestrales son de Bengala. Su etnónimo, Bangali, junto con el nombre nativo del idioma y la región Bangla, son ambos derivados de Bangālah, que era como los persas llamaban a la región. Antes de la expansión musulmana, no existía un territorio unitario con el nombre de Bengala, porque la región estaba dividida en numerosas divisiones geopolíticas. Los más destacados fueron Bongo en el sur, Rarh en el oeste, Pundrobordhon y Borendro en el norte, y Shomotot y Horikel en el este. En la antigüedad, la gente de esta región se identificaba de acuerdo a estas divisiones.
La tierra de Bongo es considerada por los primeros historiadores que se originó de un hombre que se había asentado en la zona, aunque a menudo se desestima como leyenda. Ellos sugirieron que el área fue colonizada por primera vez por Bang, un nieto de Cam, que era el hijo de Noé. El historiador del siglo XVI Abu 'l-Fazl ibn Mubarak menciona en su libro Ain-i-Akbari que la adición del sufijo "al" vino del hecho de que los antiguos rajás de la tierra elevaron montículos de tierra de 10 pies de altura y 20 pies de ancho en tierras bajas al pie de las colinas. Estos montículos se llamaban "al".
En 1352, un noble musulmán llamado Shamsuddin Elías Sah unió la región en una única entidad política conocida como el Sultanato de Bengala. Se proclamó a sí mismo como Sah-i-Bangālīyān, Fue en este período que el idioma bengalí también obtuvo el patrocinio estatal y corroboró el desarrollo literario. Así, Elías Sah había formalizado efectivamente la identidad sociolingüística de los habitantes de la región como bengalí, por estado, cultura e idioma.

## Historia

### Prehistoria e historia antigua

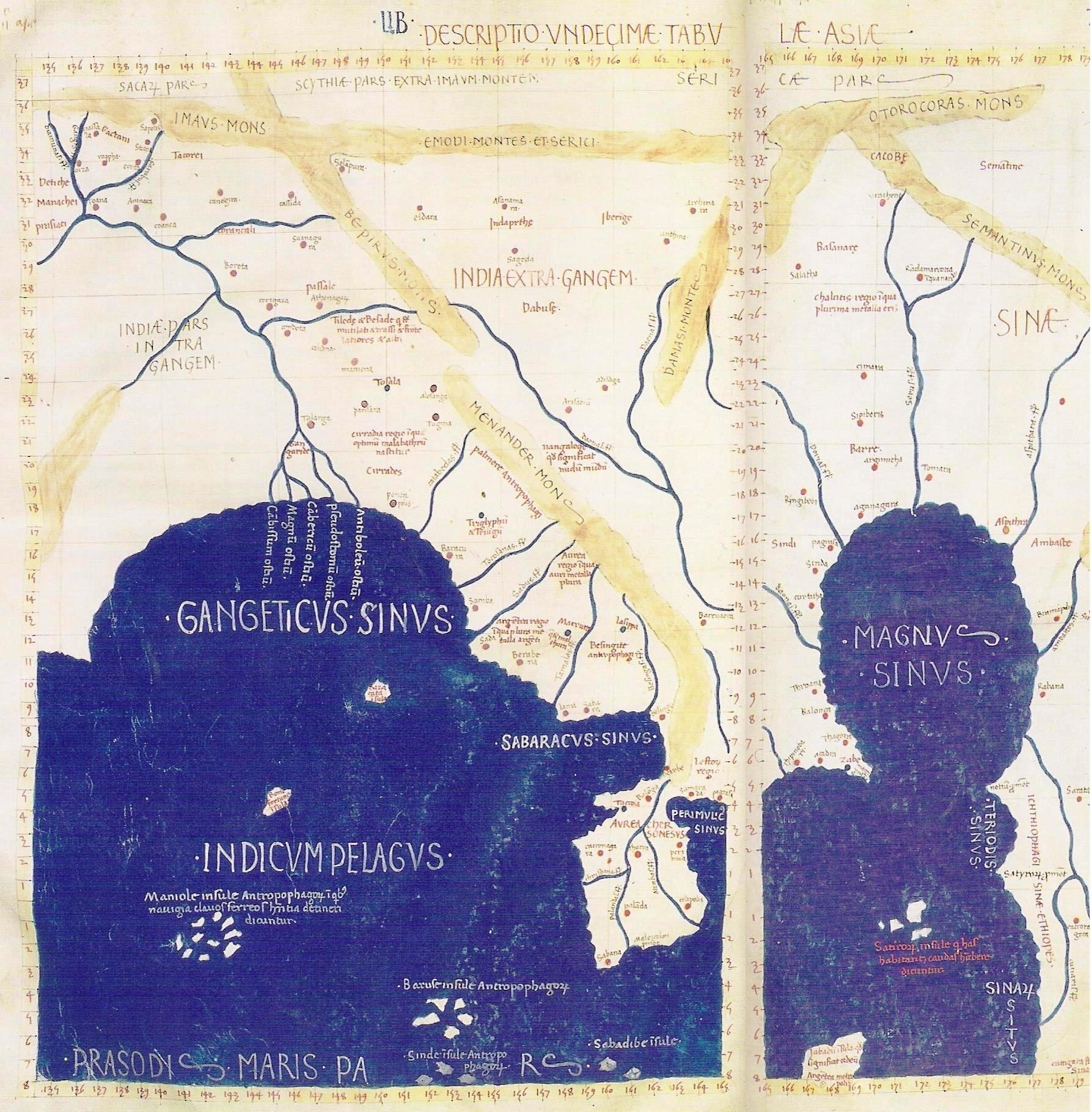
Representación de Gandáridas en un mapa del polímata Claudio Ptolomeo.

Los arqueólogos han descubierto restos de una civilización calcolítico de 4.000 años de antigüedad en la región de Bengala, y creen que los hallazgos son uno de los primeros signos de asentamiento en la región. Sin embargo, se encontraron evidencias de habitaciones humanas paleolíticas mucho más antiguas en forma de un implemento de piedra y un hacha de mano en los distritos de Rangamati y Feni. Los artefactos sugieren que la civilización de Wari-Botessor, que floreció en la actual Norsingdi, se remonta al año 2000 a. C. No lejos de los ríos, se creía que la ciudad portuaria se dedicaba al comercio exterior con la Antigua Roma, el Sudeste Asiático y otras regiones. La gente de esta civilización vivía en casas de ladrillos, caminaba por caminos anchos, usaba monedas de plata y armamento de hierro, entre muchas otras cosas. Se cree que es la ciudad más antigua de Bengala y en la parte oriental del subcontinente en su conjunto.
Una de las primeras referencias extranjeras a Bengala es la mención de una tierra gobernada por el rey Xandrames llamado Gandáridas por los griegos alrededor del 100 a. C. Diodoro Sículo declaró que ningún enemigo extranjero había conquistado Gandáridas, debido a su fuerte fuerza de elefantes. También dijo que Alejandro Magno avanzó hasta el Ganges después de subyugar a los indios, pero decidió retirarse cuando se enteró de los 4.000 elefantes de Gandáridas.

### Edad Media

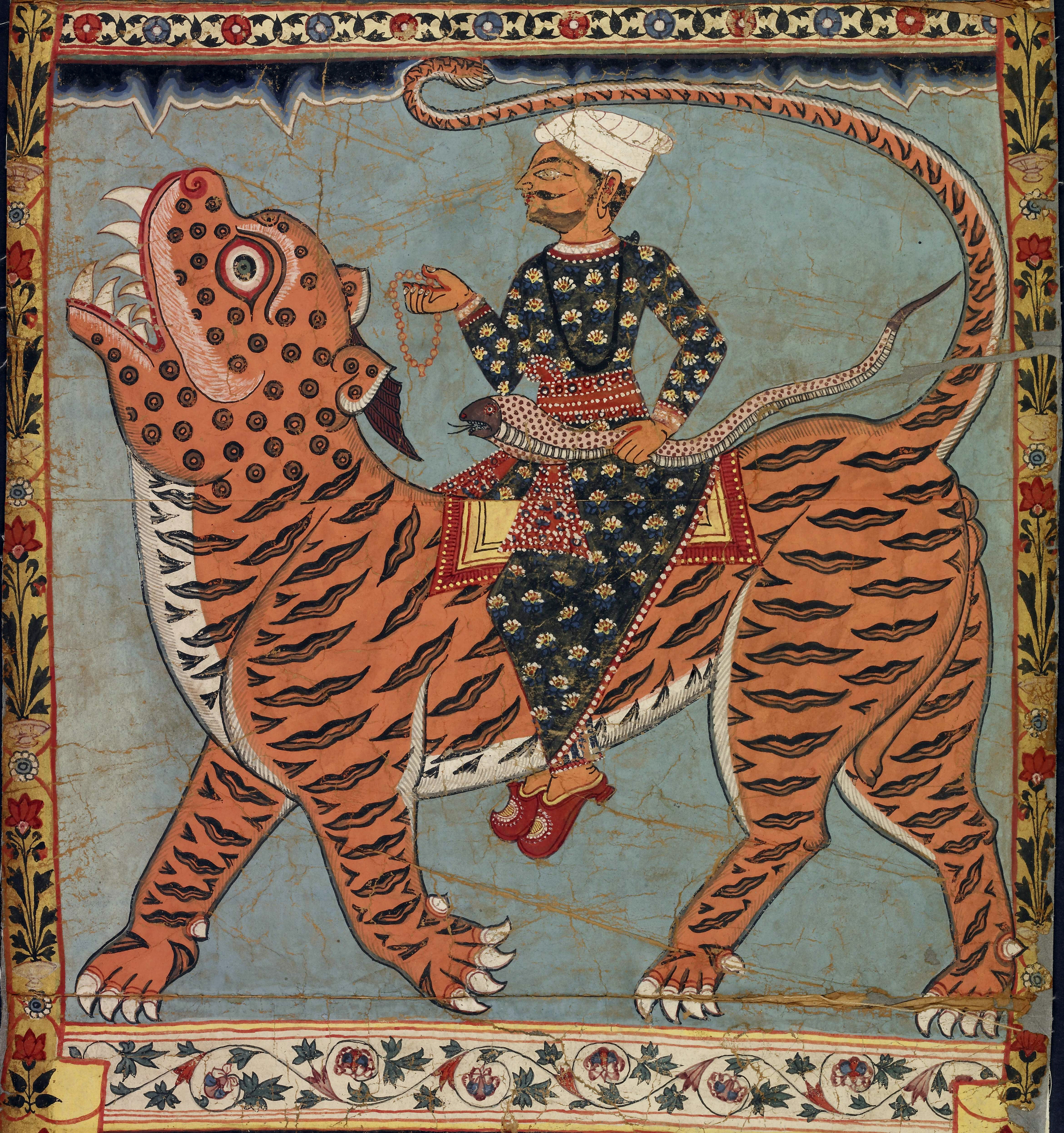
Se cree que Gazi Pir vivió en los Sundarbans algún tiempo entre el y

Según Enciclopedia Británica, los árabes, túrcicos y persas comenzaron a entrar en Bengala en el siglo VIII. Eventualmente todos estos grupos se fusionaron para convertirse en el pueblo ahora conocido como bengalí. Durante este tiempo, Bengala fue gobernada por el Imperio Pala nativo que solía comerciar con el Califato abasí. El islam surgió como resultado de este aumento del comercio entre Bengala y los árabes del Oriente Medio. Al-Masudi, un geógrafo árabe, visitó el Imperio Pala donde notó una comunidad musulmana de habitantes.
Además del comercio, el islam se introdujo con la migración de teólogos. En el siglo 11, Surkhul Antia y sus estudiantes, sobre todo Sah Sultan Rumi, se establecieron en Netrokona, donde influyeron en el gobernante local y la población para abrazar el islam. El Imperio Pala tolerante fue invadido más tarde por los Senas, que eran hindúes de la India del Sur. Los senas tenían poco apoyo de la población local y fueron fácilmente derrotados por las fuerzas de Bajtiiar Jalyi, un general musulmán túrcico. En consecuencia, Bengala fue gobernada por dinastías musulmanas durante los siguientes siglos. Esto condujo a una afluencia aún mayor de musulmanes. Predicadores como Sultan Balkhi y Sah Makhdum Rupos se establecieron en la actual División de Rajshahi en el norte de Bengala. Una comunidad de 13 familias musulmanas encabezadas por Burhanuddin también existía en Silhet, una ciudad nororiental gobernada por los hindúes. En 1303, cientos de predicadores sufíes dirigidos por Sah Jalal ayudaron a los gobernantes musulmanes en Bengala a conquistar Silhet, convirtiendo la ciudad en la sede de Jalal para actividades religiosas. Después de la conquista, Jalal difundió a sus seguidores a través de diferentes partes de Bengala para difundir el islam, y se convirtió en un nombre familiar entre los bengalíes.

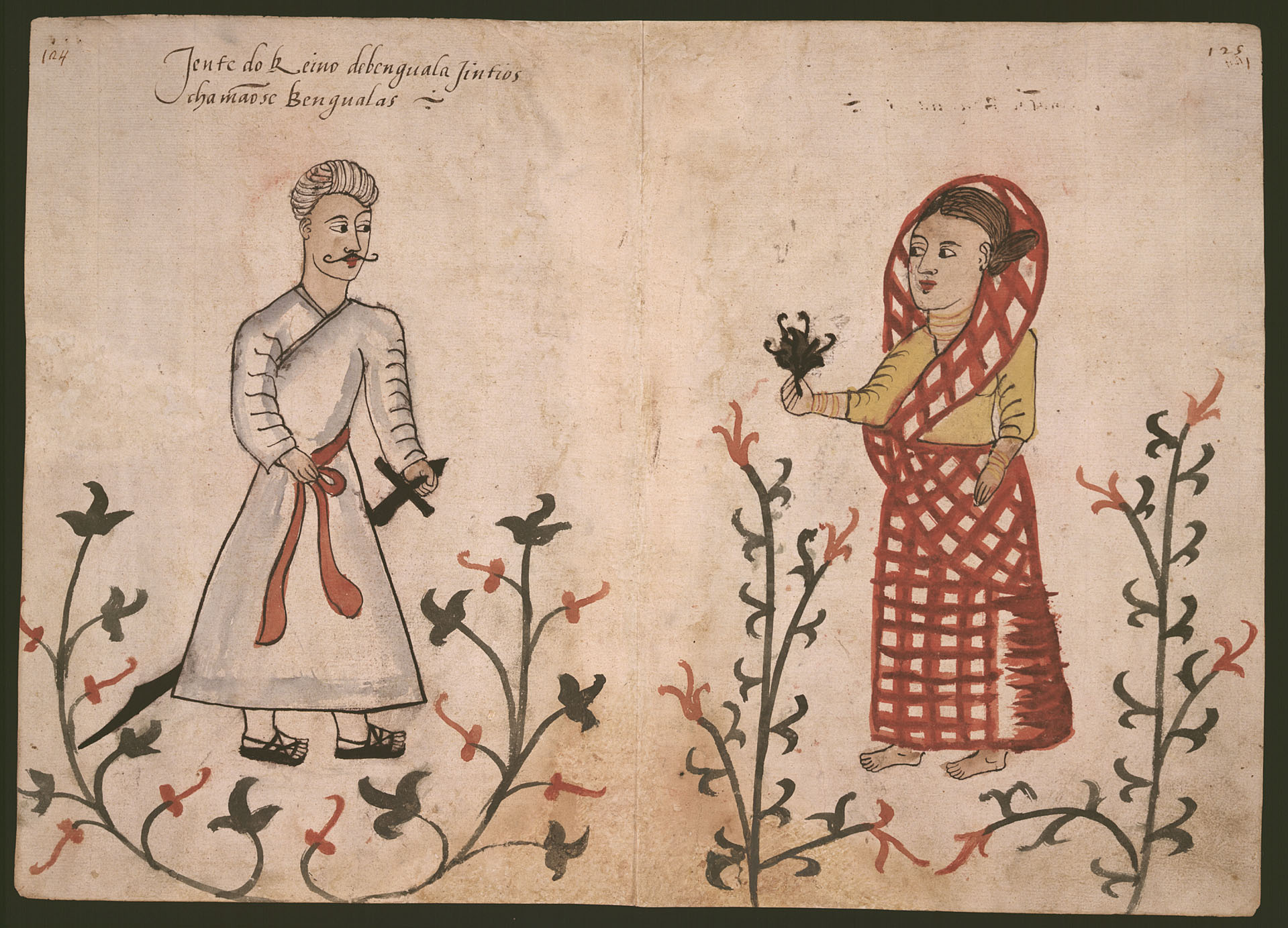
Una pintura portuguesa de "Bengalis" del

El establecimiento de un único Sultanato de Bengala unido en 1352 por Shamsuddin Ilyas Sah finalmente dio lugar a una identidad sociolingüística «bengalí». Usman Serayuddin, también conocido como Aji Siray Bengalí, era nativo de Gaur en el norte de Bengala y se convirtió en el erudito de la corte del Sultanato durante el reinado de Ilyas Sah. La nación sunita también permitió que la lengua nativa ganara patrocinio y apoyo, contrariamente a los imperios anteriores. Yalaluddin Mahoma Sah, un sultán musulmáno hindú-nacido, financió la construcción de instituciones islámicas hasta La Meca y Medina en Arabia. El pueblo de Arabia llegó a conocer estas instituciones como al-Madaris al-Bangalija (madrasas bengalíes).

### Edad Mogol
El sultanato independiente de Bengala se vio debilitado por las invasiones del imperio suri y los ataques del imperio mogol. Su caída coincidió con el ascenso de los Baro-Bhuiyanes. Los Baro-Bhuiyanes eran una confederación flexible de señores feudales bengalíes y caciques afganos, muchos de los cuales eran nobles del régimen anterior. Isa Jan, líder de los Baro-Bhuiyanes, resistió la invasión del imperio mogol. Fue solo después de su muerte, bajo el liderazgo de su hijo Musa Jan, que la región comenzó a caer rápidamente bajo el control de Mughal. El general mogol Man Singh conquistó partes de Bengala, incluida Daca durante la época del emperador Akbar y algunas tribus rajputes de su ejército se establecieron de forma permanente alrededor de Daca y los países circundantes, integrándose en la sociedad bengalí. La prédica de Akbar del sincrético Din-i Ilahi ("la Fe Divina") fue descrita por el Cadí de Bengala como una blasfemia, lo que provocó una enorme controversia en el sur de Asia. En el siglo XVI, muchos ulema de la intelectualidad bengalí emigraron a otras partes del sur de Asia como maestros e instructores del conocimiento islámico, como Ali Sher Bangalí a Ahmedabad, Uthmán Bangalí a Sambhal y Yúsuf Bangalí a Burhanpur.

Shamsher Gazi de Raushanabad se destacó por haber conquistado Tripura en 1748.

A principios del siglo XVII, Islám Ján Chishtí había conquistado toda Bengala y se integró en una provincia conocida como Subah de Bengala. Fue la subdivisión más grande del imperio mogol, ya que también incluía partes de Bihar y Orissa, entre los siglos XVI y XVIII. Incorporada a uno de los imperios de la pólvora, Bengala se convirtió en la región más rica del Asia, y su economía protoindustrial apuntaba a los signos de una revolución industrial. Descrito por algunos como el "Paraíso de las Naciones" y la "Edad de Oro de Bengala", en ese momento, Bengala disfrutó de uno de los más altos nivel de vida y salario real del mundo. Al representar el 40% de las importaciones holandesas fuera de Europa, Bengala oriental ha sido prominente en todo el mundo en industrias como manufactura textil y construcción naval, y fue un importante exportador de seda y algodón, textiles, acero, salitre y productos agrícolas e industriales en el mundo.

### Colonización británica

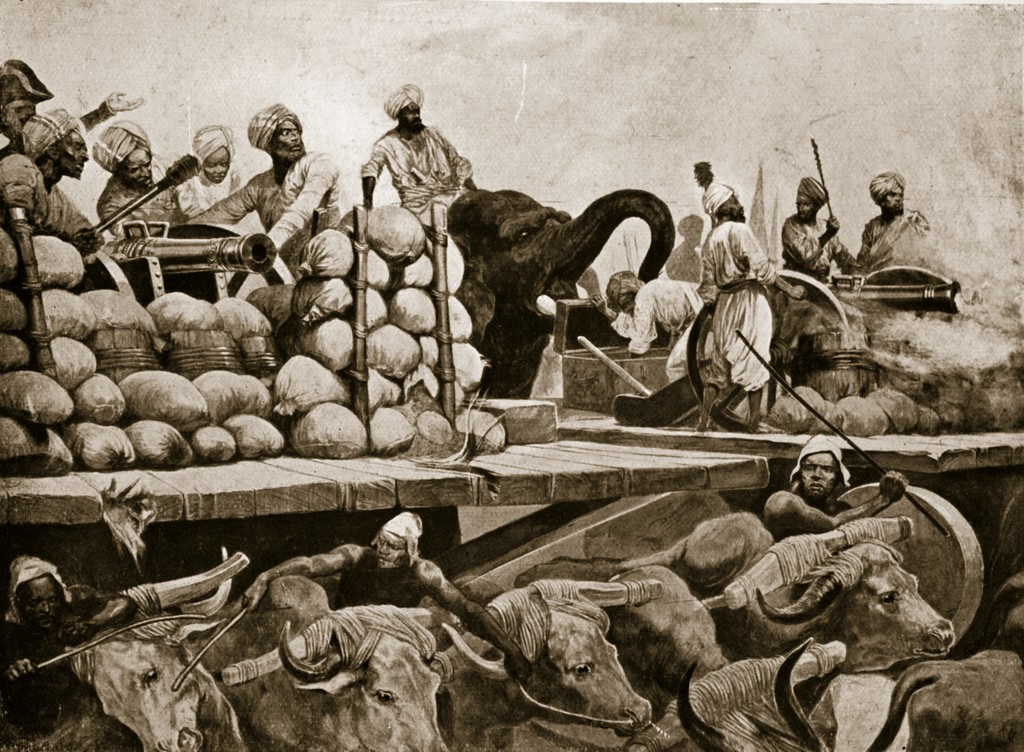
La artillería bengalí en la batalla de Plassey en 1757

En el siglo XVIII, Bengala fue gobernada independientemente por Nabab que eran leales al imperio mogol. Después de convertirse en la base de la guerra anglo-mogol, Bengala fue anexada por la Compañía Británica de las Indias Orientales después de la batalla de Plassey en 1757. Abu Torab dirigió una de las primeras rebeliones contra la Compañía, aproximadamente diez años después de la batalla de Plassey. Abu Torab era el gobernante de Sandwip y otras islas en la Golfo de Bengala, y tuvo un fuerte apoyo de los bengalíes. Reunió a la gente de Sandwip y planeó una rebelión contra los gobernadores británicos de Chitagong que habían convocado tropas de todo Chitagong y Lakshmipur. Los bengalíes presionaron con éxito a los representantes coloniales para que salieran de la isla. Sin embargo, a mediados de 1767, el capitán británico Nollekins condujo a seis tropas de la Compañía al fuerte Sandwip. Abu Torab murió al final de la batalla, ya que se filtró su estrategia de guerra.

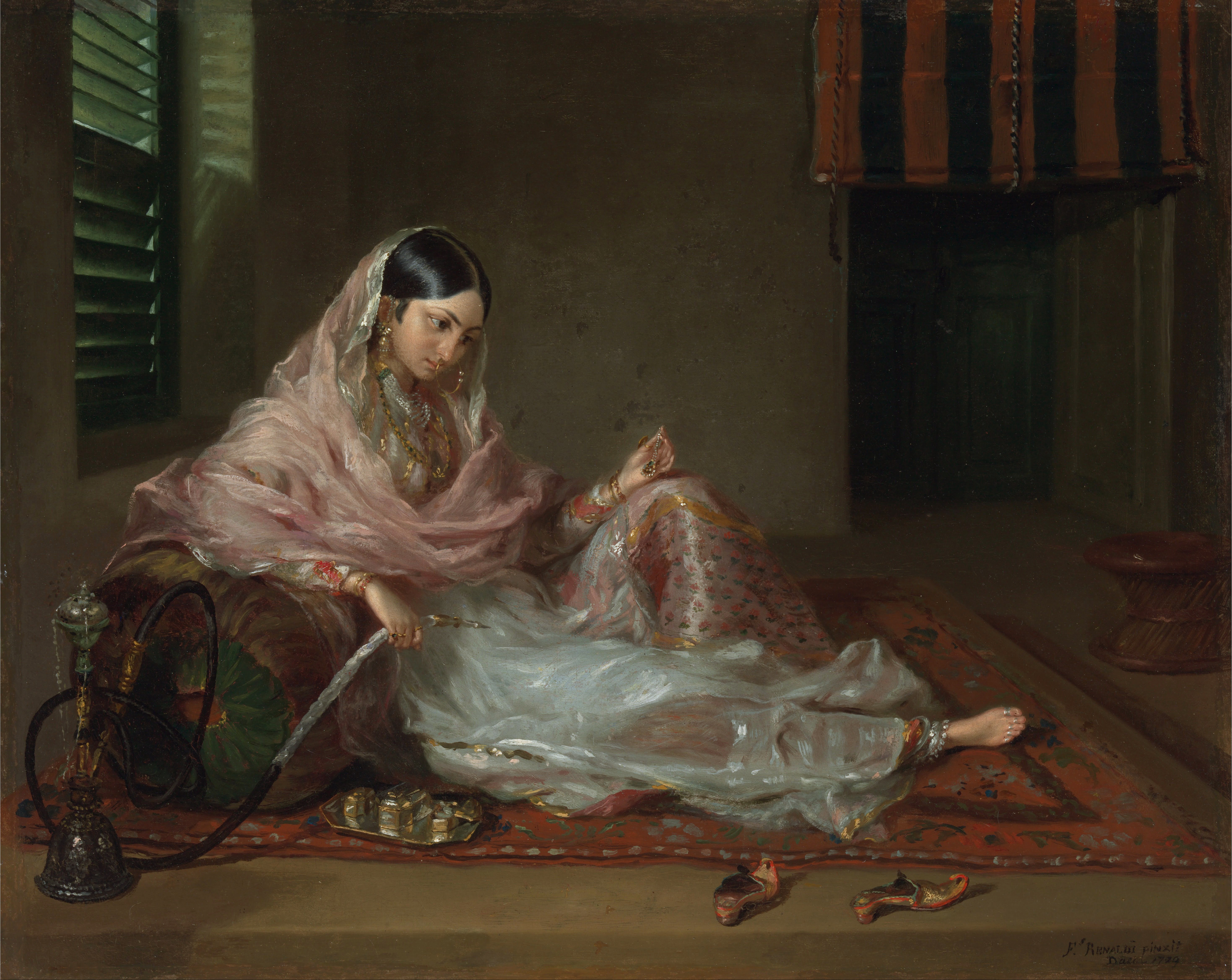
Una mujer bengalí en Daca vestida con muselina bengalí fina,

El gobierno de la compañía en toda la India comenzó bajo la Presidencia de Bengala primero. Calcuta fue nombrada la capital del Raj británico en 1772. La presidencia estaba dirigida por una administración militar-civil, y tenía la sexta red ferroviaria más temprana del mundo. En 1781, la región de Sylhet se vio afectada por una gran inundación. Los bengalíes no estaban contentos con la forma en que los británicos lidiaron con sus consecuencias y, al año siguiente, se rebelaron bajo el liderazgo de Pirzada de Silhet y sus dos hermanos, Hada Miah y Mada Miah. Ambos bandos sufrieron este conflicto, y se consideraron los refuerzos de tropas para aumentar la defensa de futuras rebeliones en la región. El jefe de Baraikhali, Rahimullah, formó una fuerza de resistencia para luchar contra los colonialistas, que habían obligado a los lugareños a cultivar índigo. Surgió una batalla en las selvas de los Sundarbans, y ambos bandos perdieron diecisiete personas. Los colonos, dirigidos por Dennis Haley, se apoderaron de los cadáveres de Rahimullah y sus camaradas, quemándolos en los bosques. Las mujeres bengalíes también fueron acosadas.
Las grandes hambrunas de Bengala golpearon varias veces durante el dominio colonial, en particular la Gran Hambruna de Bengala de 1770 y la hambruna de Bengala de 1943, cada una matando a millones de bengalíes. Titumir logró establecer temporalmente un reino independiente que cubría gran parte del sur de Bengala en la década de 1830. Se enfrentó a muchos terratenientes opresivos y derrotó a las fuerzas británicas en varias ocasiones. Construyó una enorme fortaleza hecha de bambú conocida como Basher-Qella. Los oficiales británicos con un ejército combinado de más de 300 soldados y dos cañones sitiaron el fuerte de Titumir en noviembre de 1831. Titumir y cincuenta de sus seguidores fueron asesinados con bayoneta. 800 bengalíes fueron arrestados y el comandante del ejército de Titumir, Ghulam Masum Jan, fue ahorcado frente al fuerte.
Bajo el dominio británico, Bengala experimentó la desindustrialización. Descontento con la situación, numerosas rebeliones y revueltas fueron intentadas por el pueblo bengalí. La rebelión de 1857 se inició en las afueras de Calcuta, y se extendió a Daca, Chitagong y Silhet, en solidaridad con las revueltas otras. El fracaso de la rebelión llevó a la abolición de la corte mogol por completo y al gobierno directo del Raj británico. Muchos de los primeros defensores de la lucha por la independencia, y los líderes posteriores en el movimiento eran bengalíes como Dudu Mija, Abdul Hamid Jan Bhashani, Huseyn Shaheed Suhrawardy y Abul Qasim Fazlul Haq. 

## Idioma y estratificación social

Los dialectos regionales forman uno de los determinantes de la estratificación social de los bengalíes.

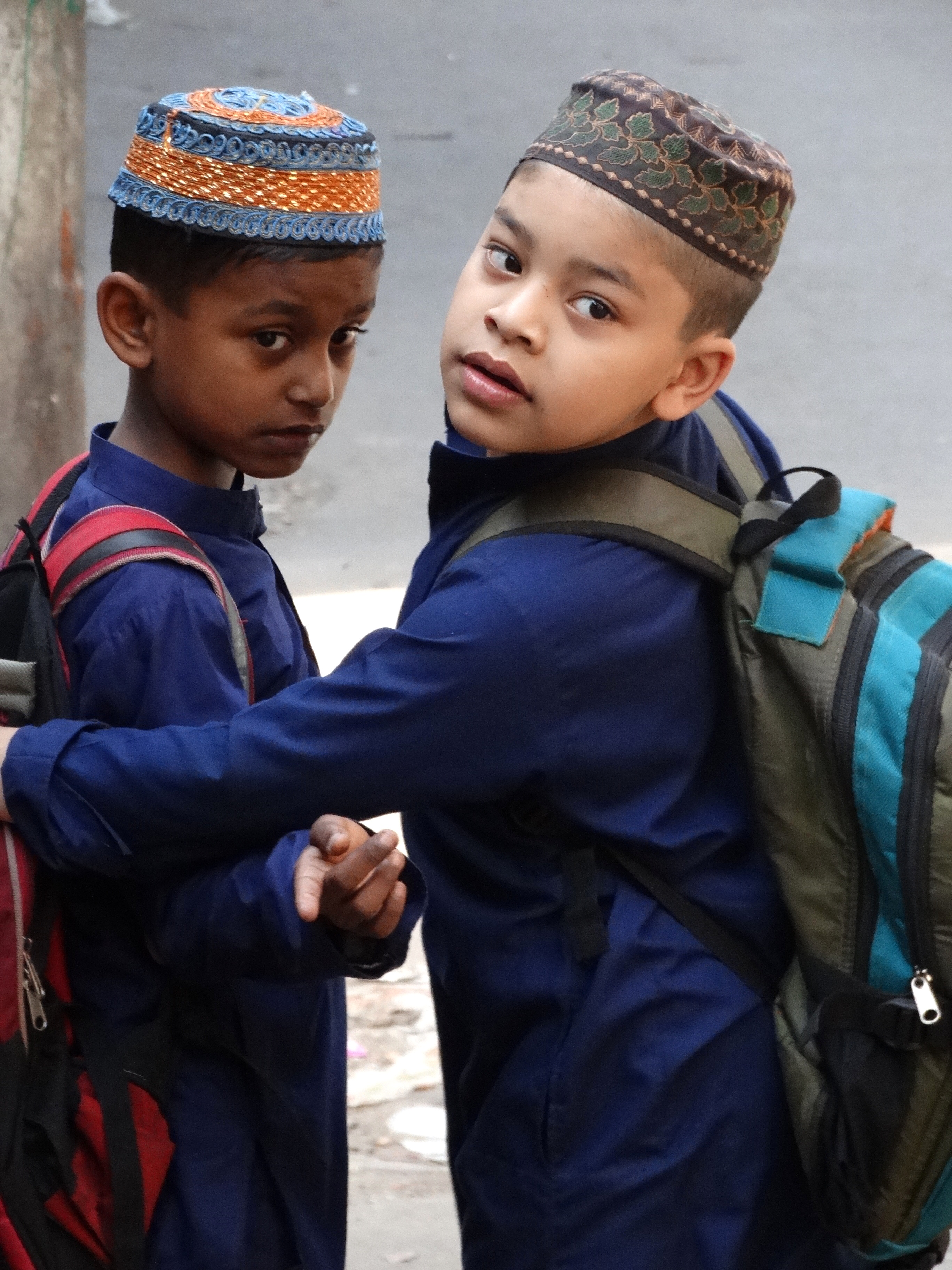
Los colegiales bengalíes en la ciudad portuaria de Chittagong.

Una característica importante y unificadora de los bengalíes es que la mayoría de ellos hablan idioma bengalí, que pertenece a la familia indoirania. Con cerca de 226 millones de hablantes nativos y alrededor de 300 millones de hablantes totales en todo el mundo, el bengalí es uno de los idiomas más hablados, y ocupa el sexto lugar en el mundo. Varias formas del idioma están en uso hoy en día y proporcionan una fuerza importante para la cohesión bengalí. Estas formas distintas se pueden clasificar en tres categorías:
1. Bengalí clásico (সাধু ভাষা Śadhu Bhaśa): una forma histórica restringida al uso literario hasta finales del período británico.
2. Bengalí estándar moderno (চলিত ভাষা Čôlitô Bhaśa o শুদ্ধ ভাষা Śuddho Bhaśa): una forma literaria moderna basada en los dialectos de la zona dividida de Gran Nodia (ahora particionado entre Gran Kushtia y Nadia). Se utiliza hoy en día por escrito y en el habla formal. Por ejemplo, discursos preparados y algunas emisiones de radio.
3. Bengalí coloquial (আঞ্চলিক ভাষা Añčôlik Bhaśa or কথ্য ভাষা Kôththô Bhaśa): la categoría más grande en términos de hablantes totales. Se trata de un lenguaje hablado informal que varía según el dialecto de una zona a otra.

Los bengalíes pueden clasificarse ampliamente en subgrupos predominantemente basados en el dialecto, pero también en otros aspectos de la cultura.
- Los bangals: una palabra usada predominantemente en Bengala Occidental para referirse a bengalíes orientales. Este grupo constituye la mayoría de los bengalíes étnicos. Proceden de las regiones de Daca, Moymonsing, Kumila y Borishal, así como de zonas de habla bengalí en el Bajo Assam y Tripura. Entre los bangals, hay subgrupos que mantienen identidades distintas además de tener una identidad bengalí (oriental). Son los lugareños de Chitagong, Silhet, Noajali y Daca Vieja (Puran Daca).
- Los ghotiés: una palabra para referirse a bengalíes occidentales. Los lugareños de Purulia (y Gran Manbhum) en el extremo occidental tienen algunas diferencias zonales con los típicos ghotiés debido al dialecto y la subcultura.
- Los norteños: La zona septentrional alberga hablantes de los dialectos Borendri y Rongpuri. También se pueden encontrar en Bajo Assam. La comunidad Shershahabadia se extiende hasta Bihar.

## Distribución geográfica
Aparte de sus regiones nativas, las poblaciones de mayoría bengalí también residen en Andaman y Nicobar, con poblaciones significativas en Arunachal Pradesh, Delhi, Odisha, Chhattisgarh, Jharkhand, Meghalaya, Mizoram, Tierra de Naga y Uttarakhand al igual que Koshi en Nepal.
La diáspora bengalí tiene comunidades bien establecidas en Paquistán, y Oriente Medio, en el sudeste asiático en Malasia y Singapur, y en Occidente fundamentalmente dentro de la Angloesfera y en Italia. Deben su migración a la búsqueda de mejores oportunidades económicas, y la captación, por parte de los países de destino, de su población como mano de obra para áreas como la construcción.
Los primeros registros de bengalíes en el continente europeo se remontan al reinado del rey Jorge III del Reino Unido durante el siglo XVI. Un diplomático bengalí llamado I'tisam-ud-Din de Nadia llegó a Europa en 1765 con su sirviente Mahoma Muquim. Hoy en día, los británicos-bangladesíes son una comunidad naturalizada en el Reino Unido, que dirige el 90% de todos los restaurantes de cocina del sur de Asia y ha establecido numerosos enclaves étnicos en todo el país. El más destacado de los cuales es Banglatown en el este de Londres.

## Ciencias y tecnología

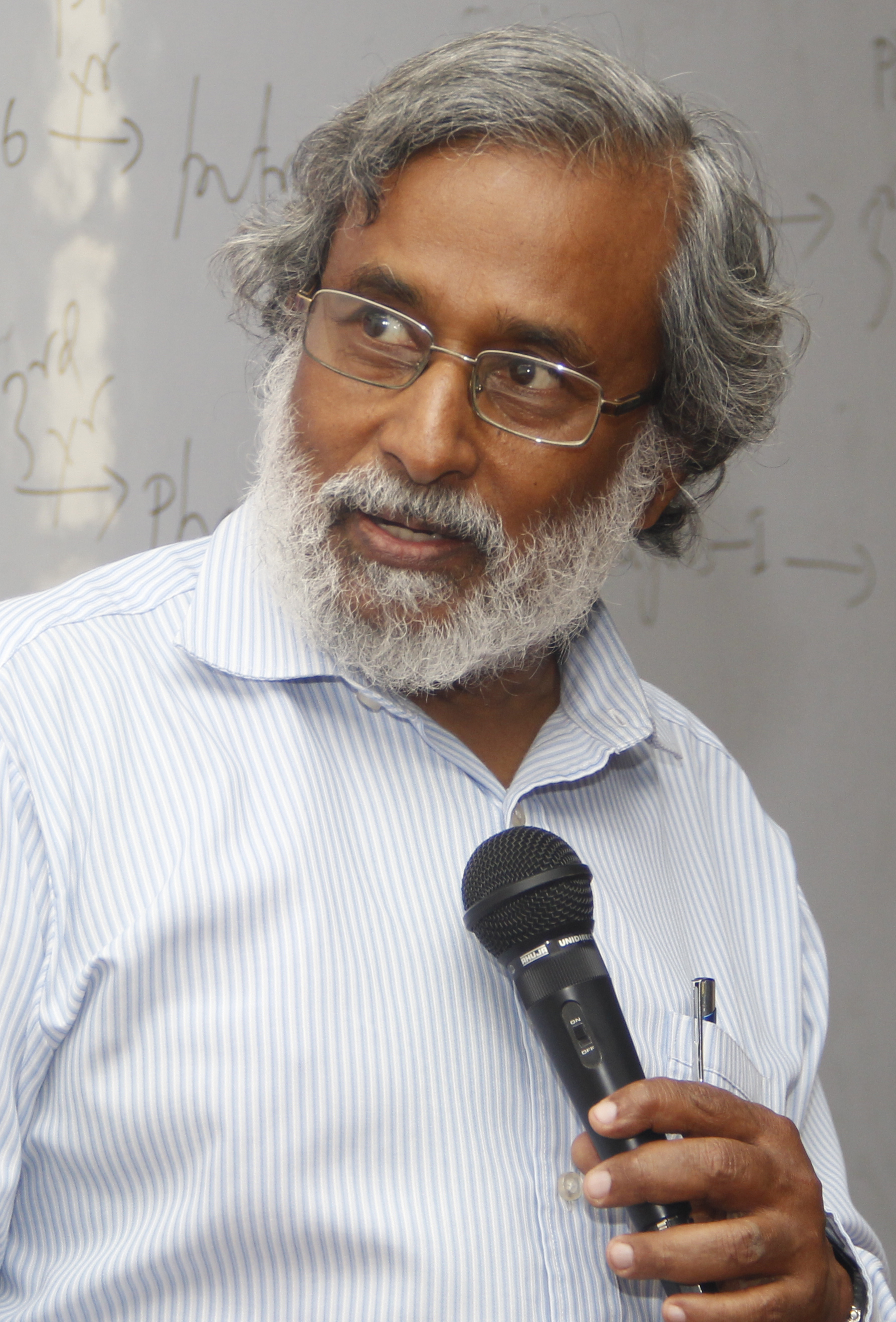
El físico biomédico Jondkar Siddiq-e-Robbani desarrolló la medición de impedancia enfocada, una técnica para cuantificar la resistencia eléctrica en los tejidos del cuerpo humano con una mejor localización de la zona.

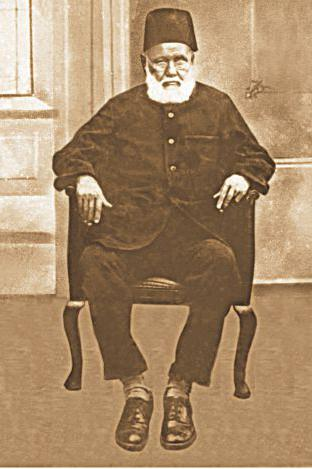
Qazi Azizul Haq es reconocido por sus contribuciones al desarrollo de la biometría moderna de huellas dactilares, un descubrimiento de importancia mundial.

La contribución de los bengalíes a la ciencia moderna es pionera en el contexto mundial. Qazi Azizul Haq fue un inventor al que se le atribuye el diseño de la base matemática detrás de un sistema de clasificación de huellas dactilares que continuó utilizándose hasta la década de 1990 para investigaciones criminales. Abdussattar Khan inventó más de cuarenta aleaciones diferentes para aplicaciones comerciales en transbordadores espaciales, motores a reacción, motores de tren y turbinas de gas industriales. En 2006, Abul Hussám inventó el filtro de arsénico Sono y posteriormente recibió el Premio Grainger Challenge 2007 a la Sostenibilidad. Otro científico biomédico, Parvez Haris, fue incluido entre el 1% superior de los 100.000 científicos del mundo por la Universidad Stanford.
Fazlur Rahman Khan fue un ingeniero estructural responsable de realizar muchos avances importantes en los diseños de gran altura. Fue el diseñador de la Torre Willis, el edificio más alto del mundo hasta 1998. El trabajo seminal de Khan de desarrollar sistemas estructurales de edificios altos todavía se usa hoy como punto de partida al considerar las opciones de diseño para edificios altos. El cofundador de Youtube, Jawed Karim, era bengalí.
Varios economistas y empresarios bengalíes han hecho contribuciones pioneras en teorías y prácticas económicas que apoyan el alivio de la pobreza. Muhammad Yunus es un emprendedor social, banquero, economista y líder de la sociedad civil que recibió el Premio Nobel de la Paz por fundar el Banco Grameen y ser pionero en los conceptos de microcrédito y microfinanzas.

## Cultura

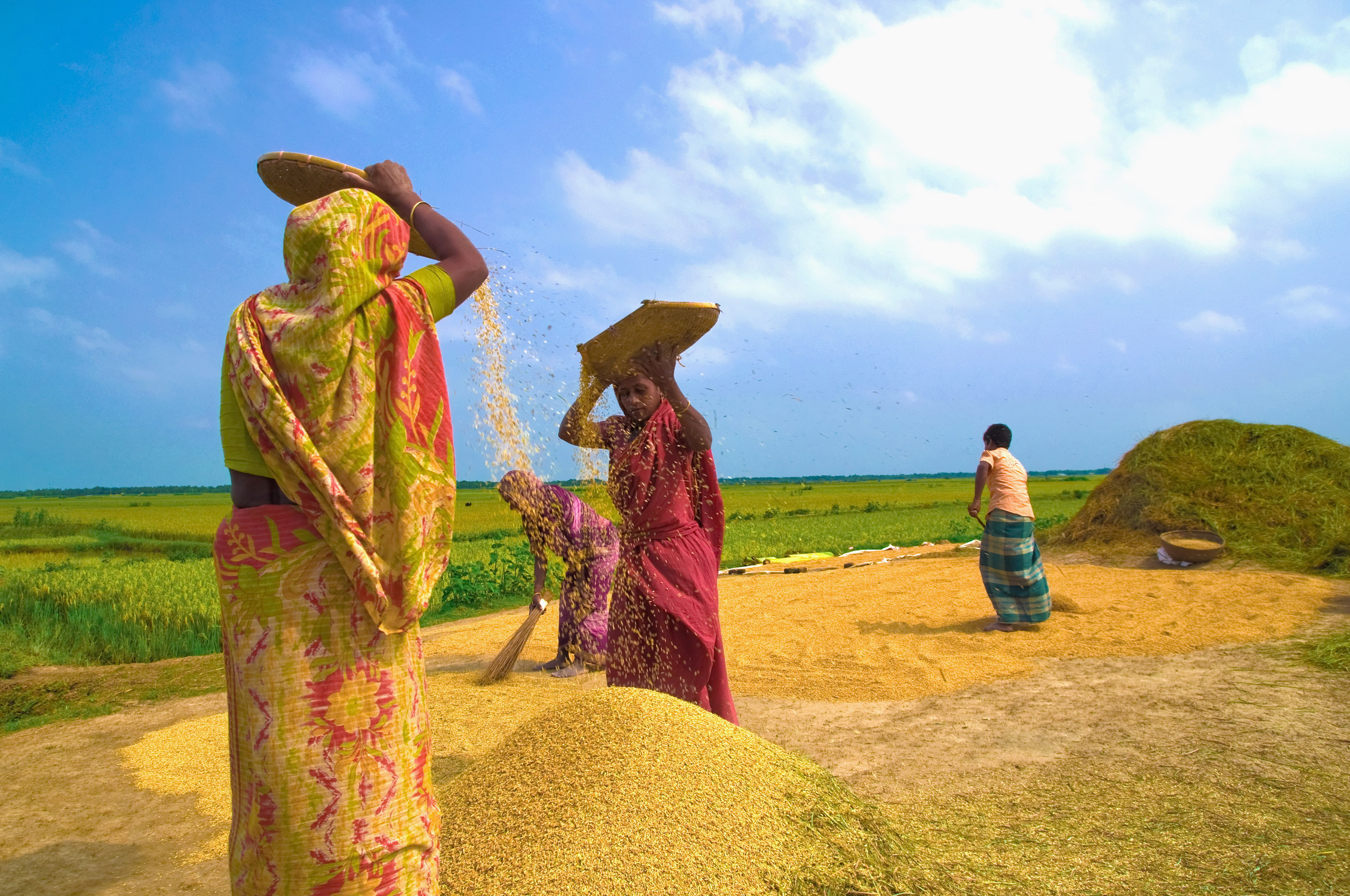
Preparación de la cosecha en Bangladés

Los bengalíes conmemoran las fiestas islámicas y las celebraciones culturales. La gente está vestida con su nueva ropa tradicional. Durante las festividades principales, Eid al-Adha y Eid al-Fitr, se distribuye caridad. A los niños se les da ropa o dinero. Familiares, amigos y vecinos visitan e intercambian alimentos y dulces. Las celebraciones culturales se basan en el calendario bengalí, que fue formulado por Fathullah Shirazi en el siglo XVI y reformado por Muhammad Shahidullah en la década de 1960.

### Moda y artes

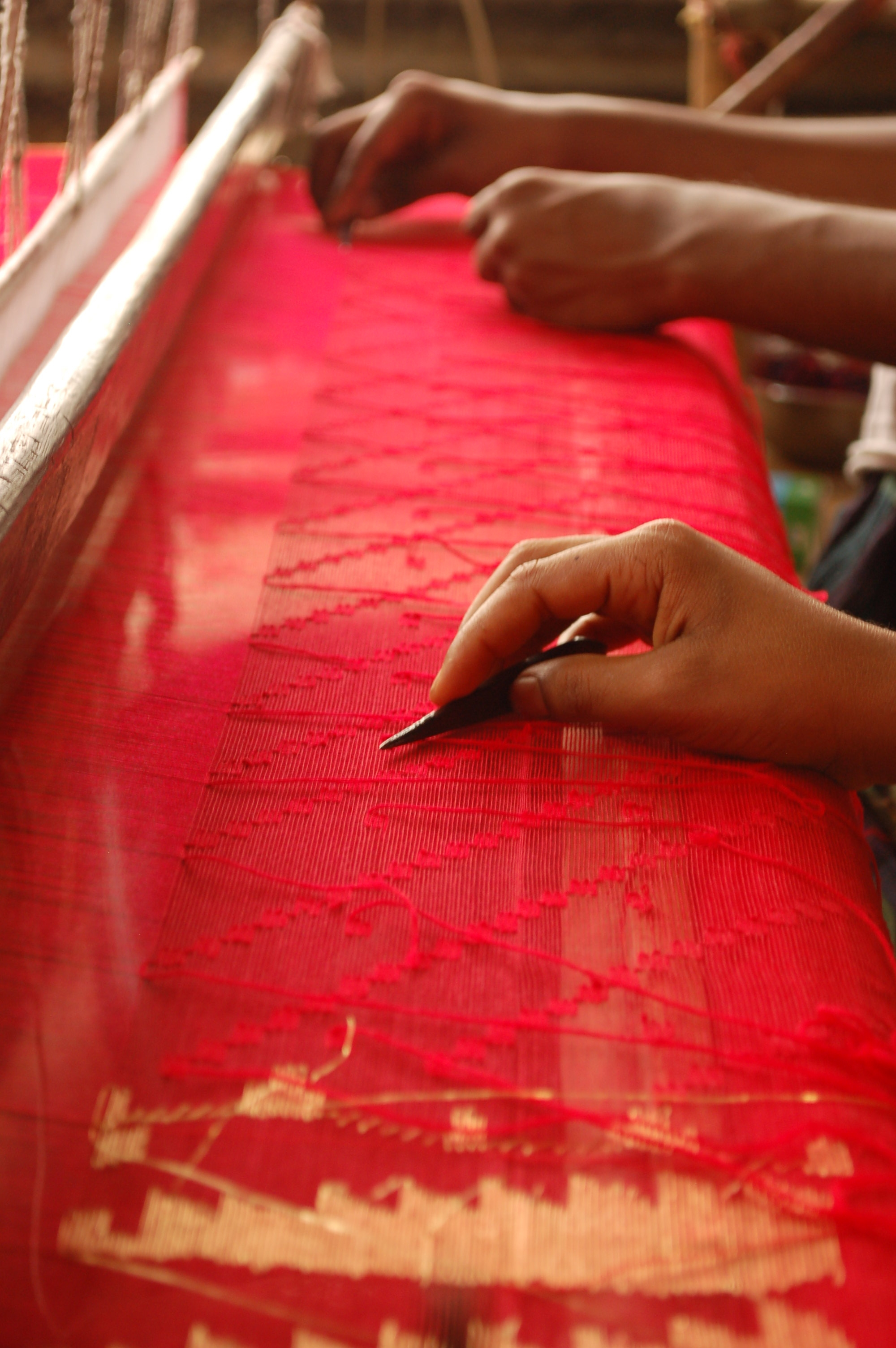
Forma tradicional de tejer Jamdani

La historia registrada del arte en Bengala se remonta al siglo III a. C., cuando se hicieron esculturas de terracota en la región. La arquitectura del Sultanato de Bengala vio un estilo distintivo de mezquitas abovedadas con pilares de nicho complejos que no tenían minaretes. El marfil, la cerámica y el latón también se utilizan ampliamente en el arte bengalí. La tradición artística más célebre de Bengala fue el tejido de motivos Jamdani en muselina fina, que ahora está clasificada por la UNESCO como patrimonio cultural inmaterial de la Humanidad. Los motivos jamdani eran similares al arte textil iraní (motivos buta) y al arte textil occidental (cachemira). Los tejedores de jamdani recibieron patrocinio imperial.

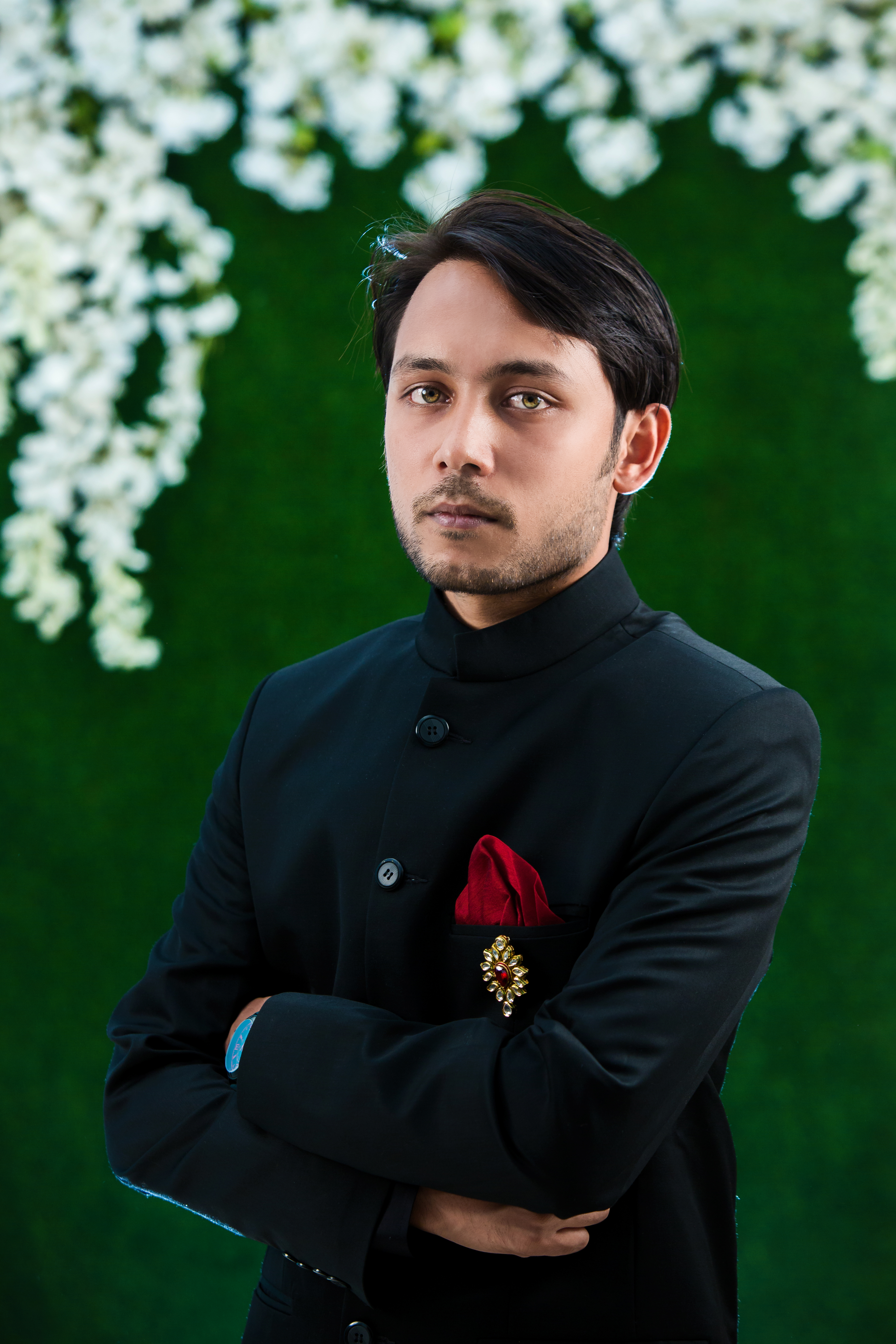
Un hombre bengalí luciendo un sherwani sencillo negro.

El atuendo bengalí comparte similitudes con el atuendo indio. En las zonas rurales, las mujeres mayores usan el sari con hiyab mientras que la generación más joven usa el shalwar kamíz con hiyab. En las áreas urbanas, el shalwar kamíz y el combinación de nicab-burka-chador es más popular y tiene distintos diseños de moda. Tradicionalmente, los hombres bengalíes usaban el jama, aunque los disfraces como el panjabi o sherwani con shalwar o payjama se han vuelto más populares en los últimos tres siglos. La popularidad de la fotua, una prenda superior más corta, es innegable entre los bengalíes en ambientes informales. El lungui y el gamcha son una combinación común para los hombres rurales bengalíes. Los hombres se cubren el cabello con un tupi, toqi, pagri (turbante) o rumal.

### Casamiento

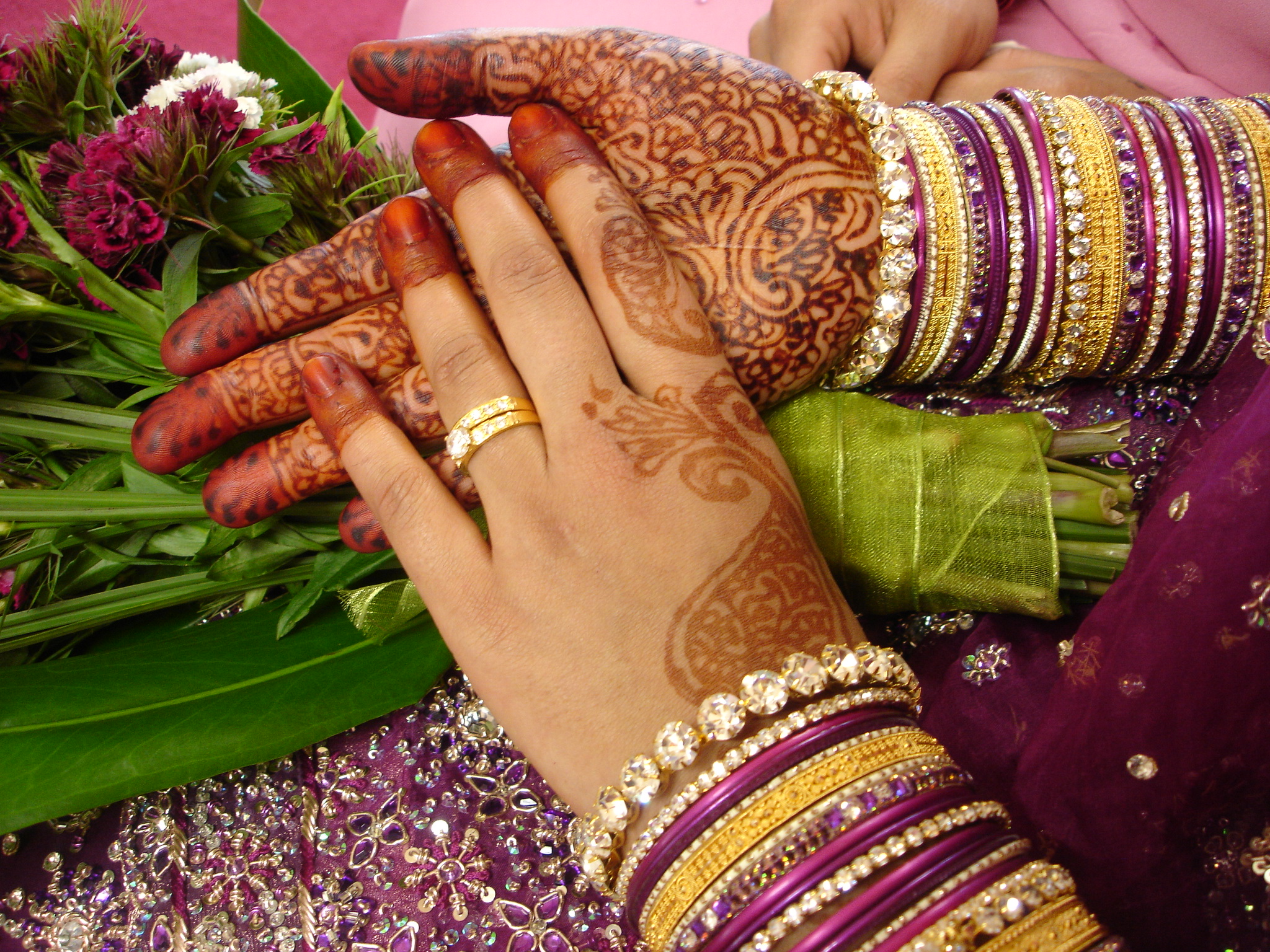
La aplicación de mehndi en la mano de una novia.

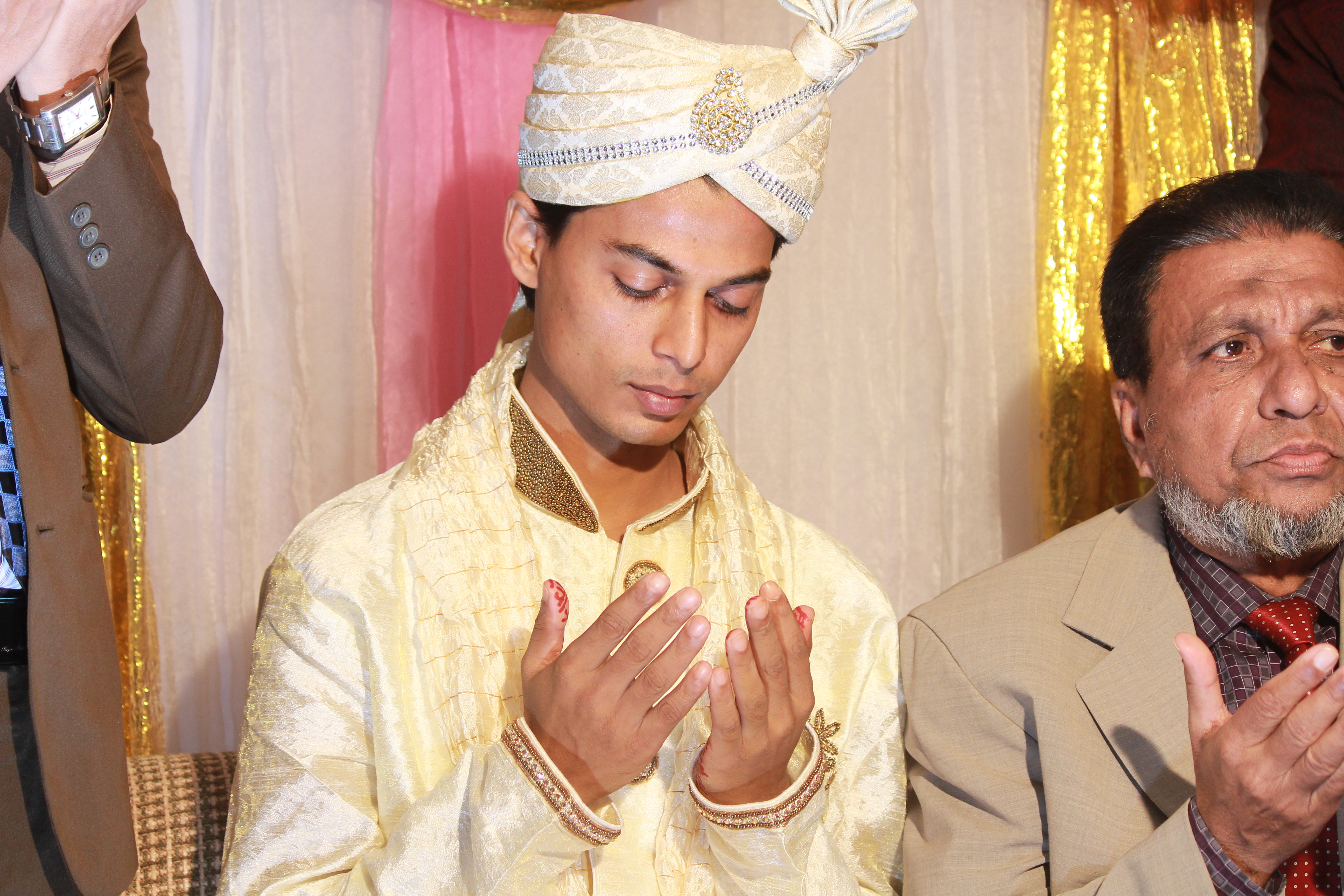
Un novio bengalí con ropa tradicional.

Un matrimonio entre los bengalíes a menudo consta de múltiples eventos en lugar de una sola boda. Podría decirse que los matrimonios concertados son la forma más común de matrimonio entre los bengalíes y se consideran tradicionales en la sociedad. El matrimonio es visto como una unión entre dos familias en lugar de sólo dos personas, y juegan un papel importante en el desarrollo y mantenimiento de los lazos sociales entre clanes y aldeas. Las dos familias son facilitadas por el ghotok (casamentero mutuo), y el primer evento se conoce como Paka Dekha o Dekhadekhi, donde todos los involucrados se familiarizan entre sí durante una comida en la casa de la novia. El primer evento principal es el Paan-Chini o Chini-Paan, organizado por la familia de la novia. Se reciben obsequios de la familia del novio y en este evento se fija la fecha de matrimonio. Se lleva a cabo un adda (conversación profunda) entre las familias mientras consumen un banquete tradicional bengalí de comida, paan, té y mishti. El próximo evento es la velada mehndi, también conocida como gaye holud (cúrcuma en el cuerpo). A esto normalmente le sigue el evento principal, el walima, que recibe a miles de invitados. Se lleva a cabo un voto (aqd), donde se firma un contrato de matrimonio (Kabin nama). Un cadí o imán suele estar presente aquí y también recita el Corán y hace dua para la pareja. El novio debe pagar mahr (dote) a la novia. La Phira Yatra o Phira Khawa consiste en el regreso de la novia con su marido a su casa (que a partir de entonces se denomina naiyor) y se sirve payesh y leche. Otras ceremonias posteriores al matrimonio incluyen Bou Bhat, que tiene lugar en la casa del novio.

### Deportes y juegos

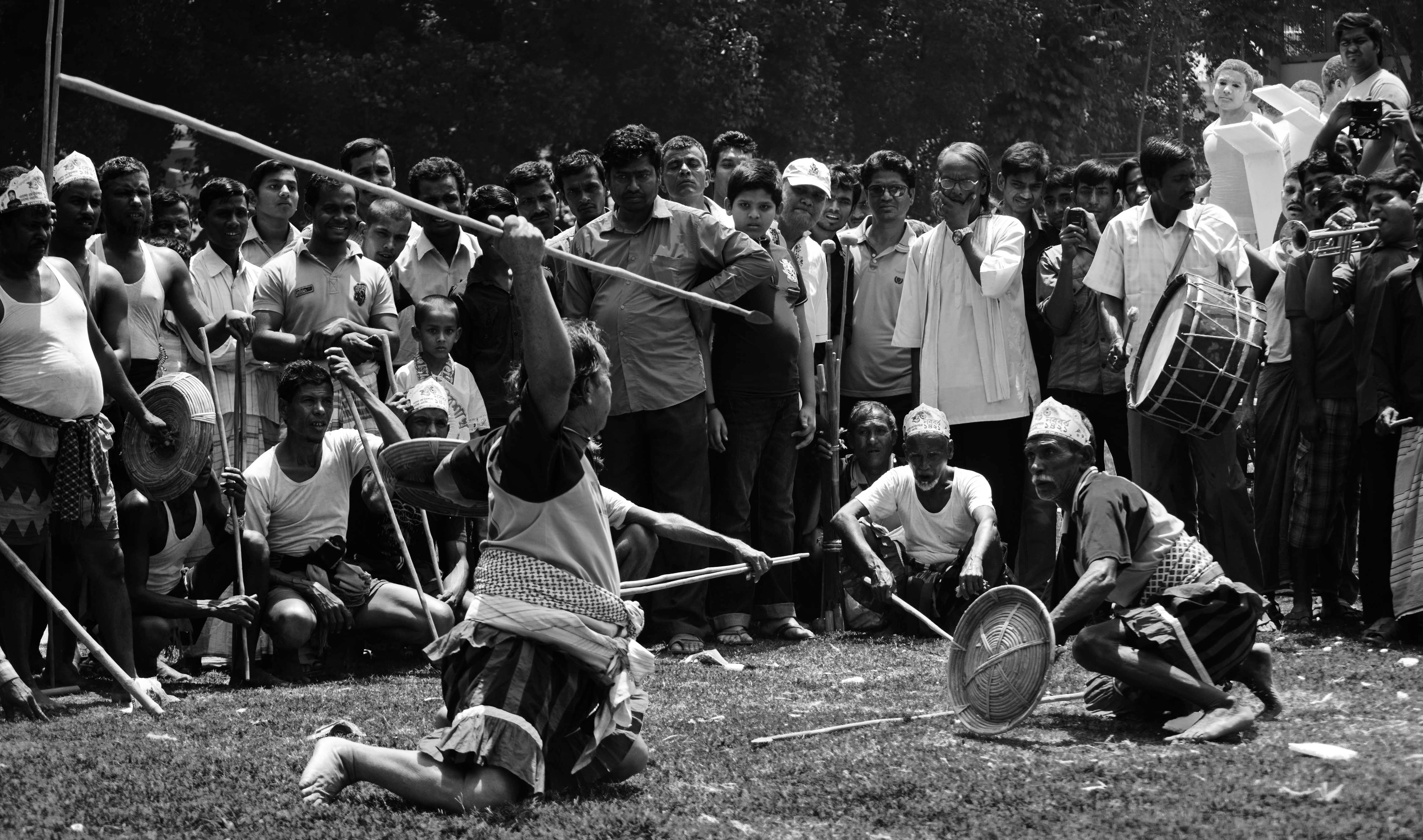
Un evento de lathi jela que tiene lugar en Tangail.

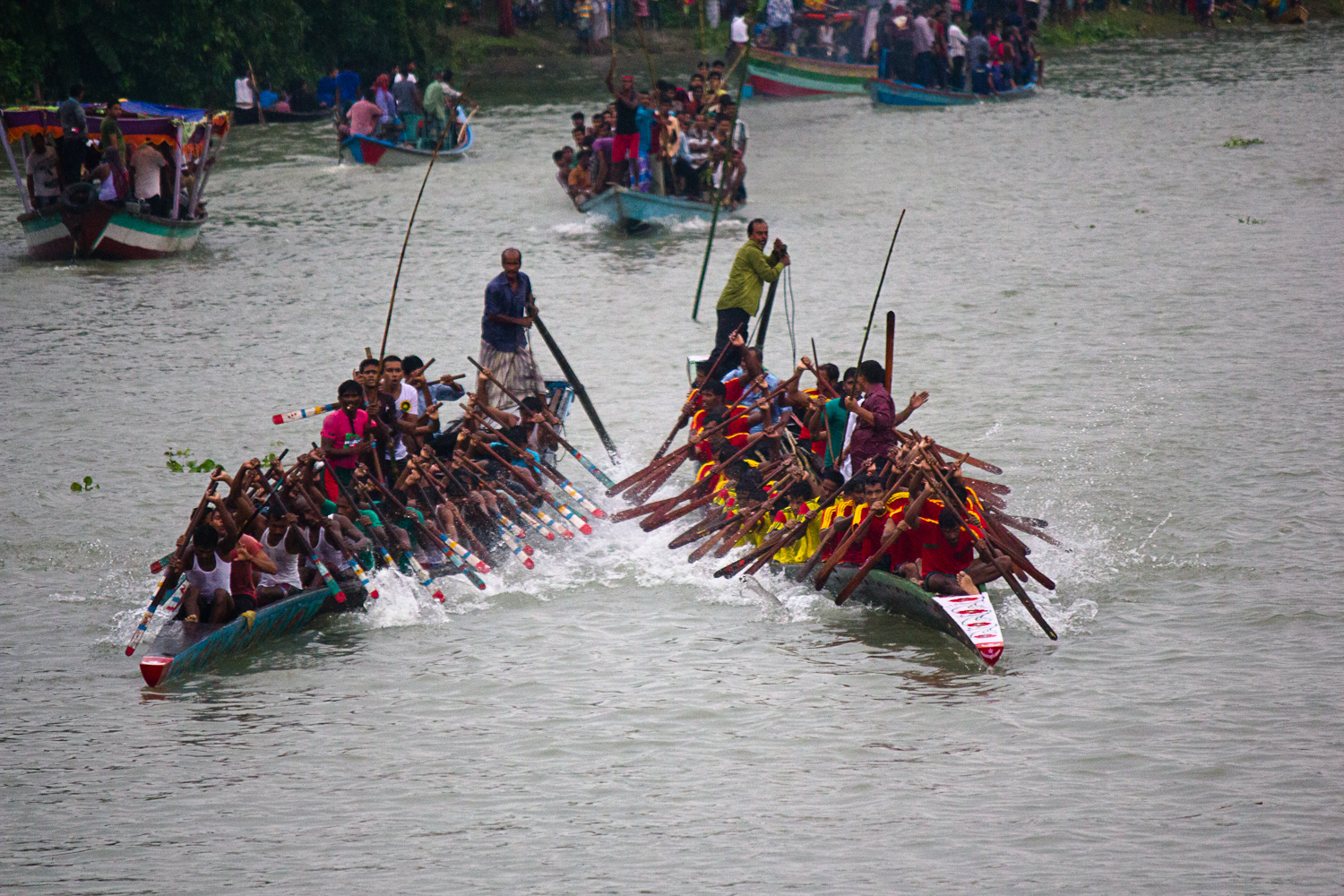
Una competición de nouka baich que tiene lugar en la temporada del monzón.

Los deportes bengalíes tradicionales consistían en varias artes marciales y varios deportes de carreras, aunque los deportes de críquet y fútbol (ambos introducidos por los británicos) ahora son los más populares entre los bengalíes.
Lathi jela (lucha con palos) fue históricamente un método de duelo, como una forma de proteger o tomar la tierra y las posesiones de otros. Los Zamindars de Bengala contratarían "lathial" (luchadores de palos entrenados) como una forma de seguridad y un medio para recaudar impuestos a la fuerza de los inquilinos rebeldes. Las competiciones nacionales de lathi jela solían tener lugar anualmente en Kushtia hasta 1989, aunque su práctica ahora está disminuyendo y restringidos a ciertos festivales y celebraciones. Chamdi es una variante de lathi jela que es popular en el norte de Bengala. Palwani o kushti (lucha) también es otro deporte de lucha popular y ha desarrollado formas regionales como boli jela, que fue introducido en 1889 por Zamindar Qadir Bajsh de Chitagong. Un comerciante conocido como Abduljabbar Sawdagar adaptó el deporte en 1907 con la intención de cultivar un deporte que preparara a los bengalies en la lucha contra los colonos británicos. En 1972, Un popular deporte de equipo llamado Kabaddi se convirtió en el deporte nacional de Bangladés. Es una versión regulada del deporte rural Hadudu que no tenía reglas fijas. Butthan, un arte marcial bengalí del siglo XX inventado por el gran maestro Mak Yuree, ahora se practica en diferentes partes del mundo bajo la Federación Internacional de Butthan.

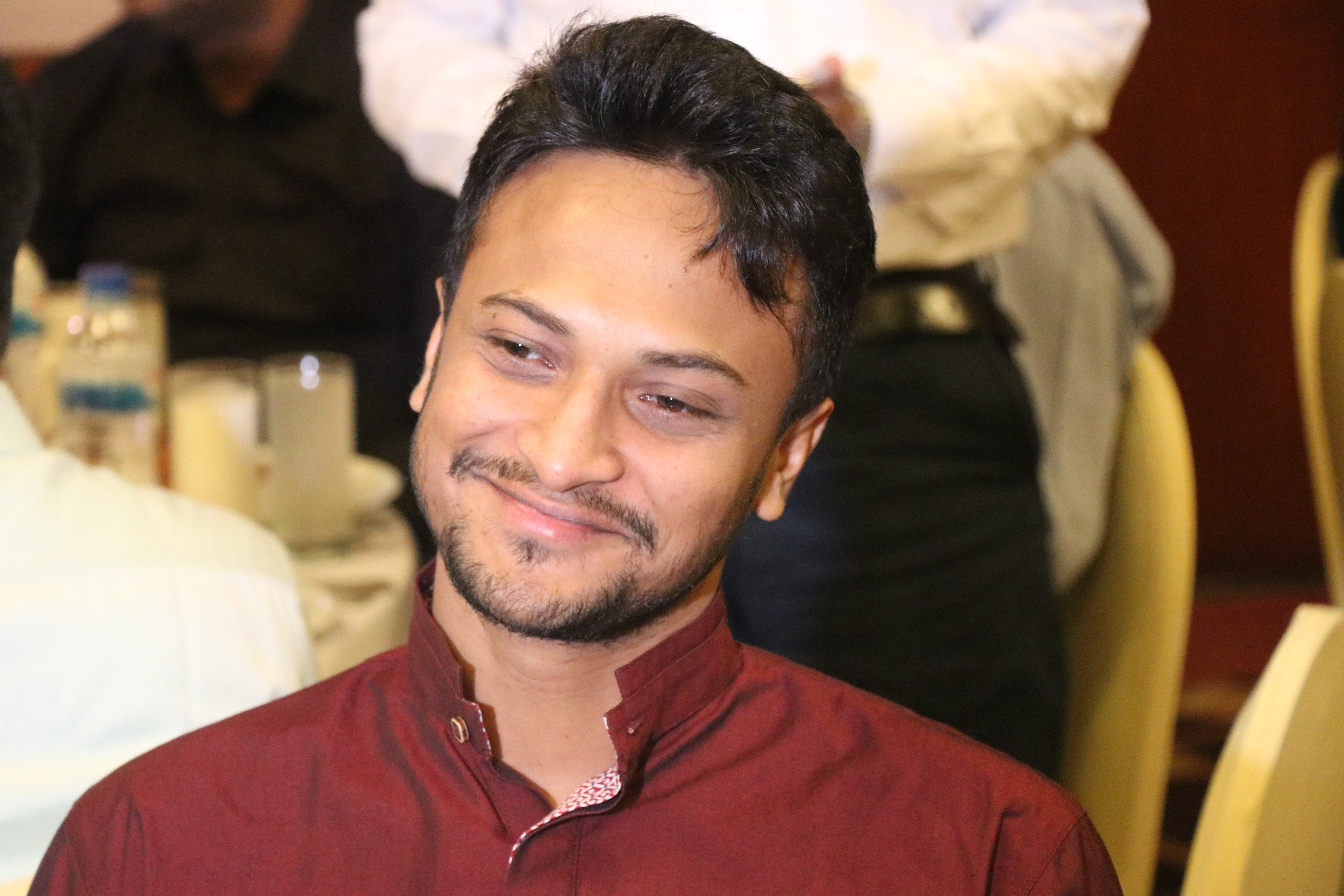
El jugador de críquet Shakib Al Hasan está actualmente coronado como el mejor todoterreno del mundo en todos los formatos para el críquet ODI, y uno de los más grandes de todos los tiempos.

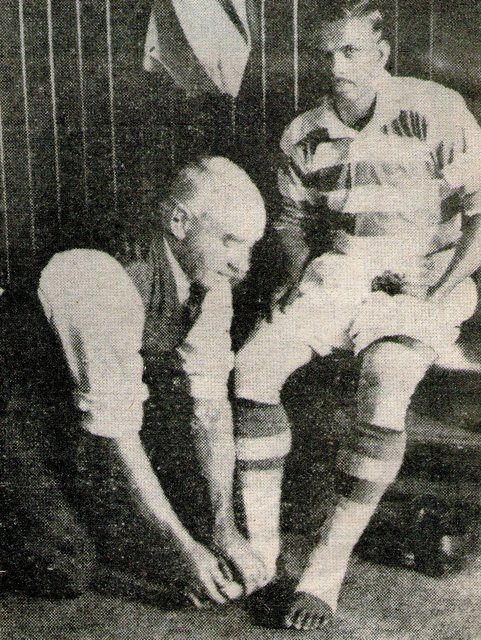
Mohammed Salim, el primer futbolista del sur de Asia en jugar en un club extranjero. Debido a que juega con los pies descalzos, Jimmy McMenemy los está vendando en 1936.

El Nouka Baich es una competencia de carreras de botes bengalíes que se lleva a cabo durante y después de la temporada de lluvias, cuando gran parte de la tierra queda bajo el agua. Las canoas largas se denominaban khel nao (que significa botes de juego) y era común el uso de címbalos para acompañar el canto. Se utilizan diferentes tipos de barcos en diferentes partes de Bengala. Las carreras de caballos fueron patrocinadas sobre todo por los rajás de Dighapatia en Nator, y sus carreras de Chalanbeel han seguido realizándose anualmente durante siglos.
Los clubes de fútbol nativos más antiguos de Bengala fueron Mohun Bagan AC, fundado en 1889, y Mohammedan SC, fundado en 1891. La primera gran victoria de Mohun Bagan fue en 1911, cuando el equipo derrotó a un club inglés conocido llamado East Yorkshire Regiment para ganar el IFA Shield. Desde entonces, surgieron más y más clubes en Bengala Occidental, como el principal rival de Mohun Bagan, SC East Bengal, un equipo de hindúes de Bengala Oriental que habían emigrado a Bengala Occidental luego de la Partición de Bengala de 1947. La rivalidad también retrató los problemas sociales en ese momento, ya que muchos de los fanáticos de Mohun Bagan eran ghotiés que odiaban a los inmigrantes de Bengalí Oriental, aunque ambos eran hindúes. Mohammed Salim de Calcuta se convirtió en el primer sudasiático en jugar para un club de fútbol europeo en 1936. En sus dos apariciones con el Celtic FC, jugó todos los partidos descalzo y marcó varios goles. En 2015, Hamza Choudhury se convirtió en el primer bengalí en jugar en la Premier League y se prevé que sea el primer asiático británico en jugar para la selección de fútbol de Inglaterra.
Los bengalíes son muy competitivos cuando se trata de juegos de mesa y caseros como pachisi y su contraparte moderna (ludo), así como latim (peonza), carrom board, chor-pulish, kanamachi y ajedrez. Rani Hamid es una de las ajedrecistas más exitosas del mundo, ha ganado campeonatos en Asia y Europa varias veces. Ramnath Biswas fue un soldado revolucionario que se embarcó en tres vueltas mundiales en bicicleta en el siglo XIX.

### Gastronomía
Cocina bengalí es el estilo culinario del pueblo bengalí. Tiene la única tradición de varios platos desarrollada tradicionalmente del sur de Asia que es análoga en estructura al estilo moderno de servicio a la rusa de la cocina francesa, con la comida servida por platos en lugar de todos a la vez. Los platos de Bengala suelen tener siglos de antigüedad y reflejan la rica historia del comercio en Bengala a través de especias, hierbas y alimentos. Con énfasis en el pescado y las verduras servidas con arroz como dieta básica, la cocina bengalí es conocida por sus sabores sutiles y su gran variedad de dulces y postres a base de leche. Uno encontrará los siguientes artículos en la mayoría de los platos; aceite de mostaza, pescado, panch phoron, cordero, cebolla, arroz, cardamomo, yogur y especias. La comida a menudo se sirve en platos que tienen un patrón floral distintivo, a menudo en azul o rosa. Las bebidas comunes incluyen shorbot, borjani, ghol, matha, lacchi, falooda, rooh afza, jugos naturales como akher rosh, khejurer rosh (jugo de dátiles), aamrosh (jugo de mango), dudh cha (té de la leche), taler rosh (jugo de fruta de arecaceae), masala cha (té de mezcla de especias), así como bebidas a base de semillas de albahaca o tukma.
Las cocinas de Bengalí oriental y occidental tienen muchas similitudes, pero también muchas tradiciones únicas al mismo tiempo. Estas cocinas han sido influenciadas por la historia de las respectivas regiones. Las cocinas se pueden dividir en cocinas urbanas y rurales. Las cocinas urbanas en el este de Bengala consisten en platos nativos con influencia mogol extranjera, por ejemplo, el Haji biryani y biryani de cabra de Puran Daca.